# Stockholm Codex aureus

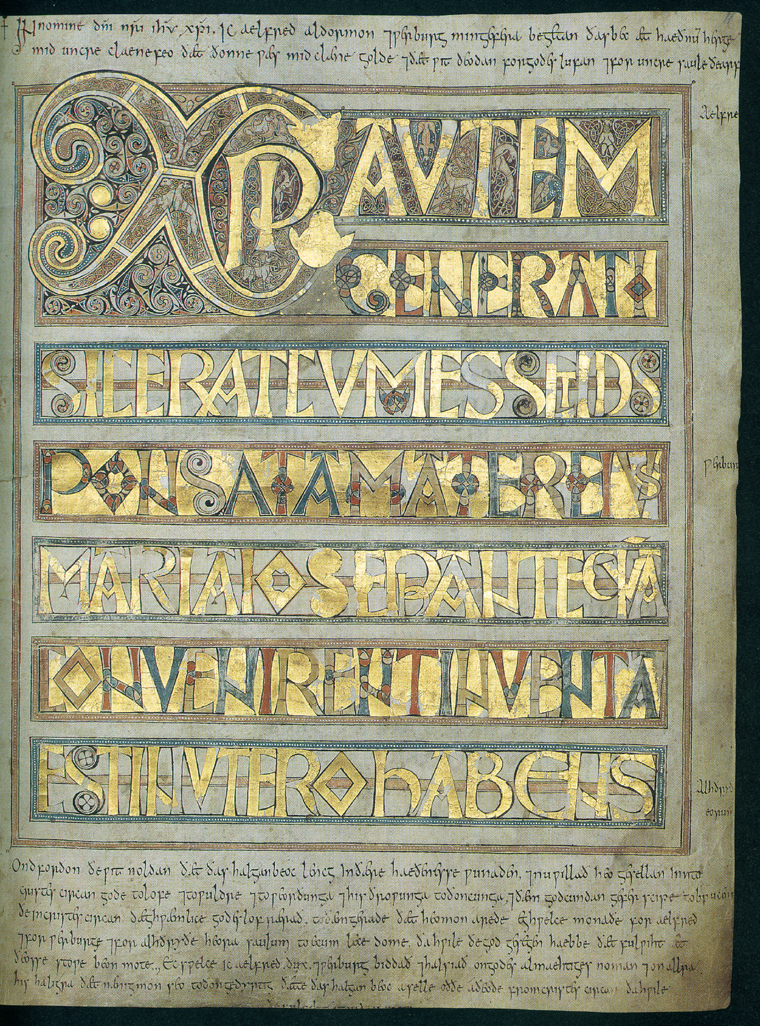

Codex aureus, ”den gyllene boken”, är en på pergament handskriven bok som finns på Kungliga biblioteket i Stockholm. Den innehåller de fyra kristna evangelierna på latin. Boken tillkom i mitten av 700-talet i Canterbury eller i närliggande Minster-in-Thanet i sydöstra England.
Enligt en anteckning på fornengelska som finns på ett av handskriftbladen inlöstes den av jarlen Aelfred och hans gemål Werburg från vikingarna som rövade handskriften på 800-talet. Jarlen och hans hustru skänkte den tillbaka till domkyrkan i Canterbury för att prisa gud och för att tillsammans med dottern Alhthrith bli ihågkomna av kyrkan för deras själars eviga frälsning.
Troligen under den engelska reformationens kaotiska tid hamnade Codex aureus i Spanien. Den ägdes under andra hälften av 1600-talet av Catalina de Haro, markisinna de Heliche. Hon sålde handskriften 1690 till språkforskaren och bibliofilen Johan Gabriel Sparwenfeldt (1655-1727) då han var i Spanien för att på kungligt initiativ uppsöka ”göthiske monumenter”. 1706 skänkte han handskriften till Kungliga biblioteket.
Codex aureus innehåller fyra evangelier på latin. Den är skriven på pergament som är växelvis ofärgat och purpurfärgat. Vissa purpurfärgade blad är präntade med guld – därav handskriftsnamnet. Ett antal textsidor är arrangerade i olika geometriska mönster i skilda färger och påminner om senantika och bysantinska bildverser.
I början av handskrifter finns åtta konkordanstabeller, s.k. kanontavlor, till alla fyra evangelier. De är inramade med arkader som pryds med djurornament, flätverk och olika geometriska mönster, karaktäristiska för den insulära dekorationsstilen. Några arkader är dekorerade med hörnrundlar som innefattar helgon i halvfigur.
Samma insulära dekorationsmotiv utsmyckar texten på en inramad sida som innehåller början till Matteusevangeliets berättelse om Jesu födelse (Mt 1,18): Christi autem generatio sic erat…’Med Jesu Kristi födelse förhöll det sig så…’. Christi i den latinska texten är i form av ett monogram som utgörs av två grekiska bokstäver XP (chi och rho) - de två första bokstäverna i Kristus namn på grekiska (Christós).
Före Matteus- och Johannesevangelierna finns porträtt av deras författare, två av de ursprungligen fyra evangelistbilderna. Evangelisterna sitter majestätiskt på en tron mellan två kolonner förenade med en båge. Matteus håller i vänstra handen en bokrulle, Johannes en codex. Med högra handen gör de välsignelsetecken. I bågarnas halvcirklar finns evangelisternas symboler: ängel för Matteus och örn för Johannes. 
Codex aureus är troligen ett verk av två konstnärer. Den är ett framstående exempel på Canterburyskolans handskriftsproduktion under 700-talet och förenar senantik bokmåleritradition med anglosachsiska influenser.